# Seminar Schloss Bogenhofen
Das Seminar Schloss Bogenhofen ist ein Bildungszentrum der Kirche der Siebenten-Tags-Adventisten in Österreich und der deutschsprachigen Schweiz. Der Ort Bogenhofen liegt 6 km östlich von Braunau am Inn.

## Geschichte des Ortes

Grabstein von Elsbeth Pogenhofer († 1493)

Der Ort Bogenhofen (seit dem 13. Jh. als „Pugenhofen“, „Pubenhofen“ und „Boubenhofen“ bekannt) war ein alter bayerischer Herrensitz. Aus dem 14. Jh. stammen die ältesten urkundlichen Erwähnungen des Schlosswappens (siehe Schloss Bogenhofen). Der Herrensitz hatte die Form eines Wasserschlosses. 1438 wurde das Schloss vom bayerischen Kanzler Andreas Loder erworben und 1451 verleiht ihm Herzog Ludwig von Niederbayern die „Hofmarksfreiheit und Gerechtigkeit“ für Schloss und Dorf. Loders’ Sohn nannte sich nicht mehr wie sein Vater, sondern „Pugenhofen“. Der Besitzer wechselte im Laufe der Geschichte zwischen einigen wenigen verschiedenen bayrischen sowie österreichischen Adeligen, bis 1949 das Schlossgelände von der Kirche der Siebenten-Tags-Adventisten käuflich erworben wurde. Das heutige Schlossgebäude im ländlichen, klassizistischen Stil wurde 1834 gebaut.

## Überblick zur Geschichte des Seminars
Das Seminar Schloss Bogenhofen begann 1949 mit einer sogenannten Missionsschule (beinhaltete einen theologischen Missionslehrgang, eine Krankenpflegevorschule und einen allgemeinbildenden Lehrgang), 1951 kam eine Sprachschule (1957–2000 Zusammenarbeit mit dem Münchner Goethe-Institut, ab 2000 mit Österreichisches Sprachdiplom Deutsch) und eine seit 1980 staatlich anerkannte Büro- und Verwaltungsschule hinzu, letztere wurde 1989 aufgelassen. Gründungsschulleiter war Ferdinand Pieringer. 1954 wurde das Unternehmen Optimo als Nebenverdienstmöglichkeit der Schüler des Seminars gegründet, inzwischen hat sich dieses in Braunau am Inn ansässige Unternehmen zur größten Betteneinsatzfabrik Österreichs entwickelt.

## Lehrangebot heute
- Oberstufenrealgymnasium mit Instrumentalunterricht und Gesundheitserziehung, seit 1984 staatlich anerkannt
- Theologisches Seminar, seit 1997 wird ein dem Bachelor gleichgestelltes Diplom verliehen
- School of Education, Pädagogische Ausbildung zum Primarschullehrer mit dem Bachelor of Education
- Sprachinstitut mit der Abteilung „Deutsch als Fremdsprache“ mit Prüfungsauftrag des Österreichischen Sprachdiploms (ÖSD)

## Sonstiges
Die Schulzeitung BOGI informiert seit 1985 ehemalige Schüler, Studenten und Freunde des Seminars über aktuelle Themen aus Bogenhofen.